# Doris Casse-Schlüter
Doris Casse-Schlüter (geborene Theodora Johanna Casse, * 1942 in Gelsenkirchen-Horst; † 1. Oktober 2022) war eine deutsche Grafikdesignerin und Hochschullehrerin an der Fachhochschule Aachen.

## Leben und Wirken
Geboren in Gelsenkirchen-Horst und aufgewachsen in Essen-Altenessen absolvierte Casse-Schlüter von 1958 bis 1960 zunächst eine graphische Lehre und besuchte zugleich die Abendschule an der Folkwangschule für Gestaltung in Essen-Werden. Anschließend studierte sie an der Folkwangschule das Fach Visuelle Kommunikation, das sie 1967 als Diplom-Designerin abschloss. Dort wurde sie 1964 mit dem Folkwang-Leistungspreis ausgezeichnet und war von 1966 bis 1967 Meisterschülerin im Fach Gestaltung.
Bereits früh entschied sie sich für eine berufliche Selbständigkeit und gründete im Jahr 1966 mit ihrem künftigen Ehemann zunächst das Design-Studio Doris Casse & Harald Schlüter in Essen, woraus ein Jahr später das Schlüter & Schlüter Design Studio wurde. Von 1973 bis 1980 betrieben beide zusammen mit Wolfgang Mehl die Werbeagentur IDEEalismus GmbH Schlüter/Schlüter/Mehl in Essen und Düsseldorf. Anschließend richtete Doris Casse-Schlüter ihr eigenes Design-Studio in Mülheim an der Ruhr ein, das sie bis 1983 leitete, und eröffnete danach zwei weitere Studios in Essen und Aachen.
Im Jahr 1985 folgte Casse-Schlüter einem Ruf durch das Ministerium für Wissenschaft und Forschung des Landes Nordrhein-Westfalen an die Fachhochschule Aachen und übernahm dort als Professorin einen Lehrstuhl für Visuelle Kommunikation, Grafikdesign, Konzeption und Entwurf. Daraufhin gab sie 1988 ihr Essener Design-Studio auf, behielt aber ihr Aachener Studio bei. An der Fachhochschule Aachen bekleidete sie von 1992 bis 2004 das Ehrenamt der Senatorin und wurde zwischenzeitlich von 1994 bis 1998 zudem zur Dekanin des Fachbereichs Design gewählt.
Im Jahr 2008 wurde Casse-Schlüter emeritiert und ist seitdem weiterhin als freischaffende Grafikdesignerin, Zeichnerin, Fotografin, Jurorin und gestalterische Beraterin in ihrem Studio Doris Casse-Schlüter Design, Communication Art & Design in Aachen tätig.
Für ihre Arbeiten wurde Casse-Schlüter unter anderem mit dem Red Dot Design Award und dem Gold Award des Deutschen Plakatmuseums sowie den Gold Awards des Art Directors Club und des Type Directors Club in New York City ausgezeichnet.

## Mitgliedschaften
Casse-Schlüter war Mitglied in zahlreichen Gremien und Institutionen, darunter seit 1967 Mitglied im Deutschen Werkbund, seit 1972 im Bund Deutscher Grafik-Designer und seit 1978 in der Allianz deutscher Designer sowie von 1996 bis 2008 im International Institut for Information Design (IIID).
In Aachen war sie von 1985 bis 2007 als Mitglied im Fachbereichsrat und in der Berufungskommission des Fachbereichs Design sowie von 1994 bis 2004 in der Kommission für Forschung, Entwicklung und Technologietransfer der Fachhochschule tätig. Zwischenzeitlich wurde sie von 1993 bis 1998 durch das Ministerium für Wissenschaft und Wirtschaft des Landes Sachsen-Anhalt in die Gründungskommission des Fachbereichs Design an der Fachhochschule Sachsen-Anhalt in Dessau-Roßlau berufen. Schließlich erfolgte 2013 ihre Berufung durch die Ministerin für Innovation, Wissenschaft und Forschung des Landes Nordrhein-Westfalen, Svenja Schulze, in den Hochschulrat der FH Aachen.

## Werke (Auswahl)
Seit dem Beginn ihrer Selbständigkeit trat sie mit einer bedeutenden Anzahl an Layouts und Signets für zahlreiche Firmen und Behörden in Erscheinung und wurde mehrfach mit Preisen bei einschlägigen Gestaltungswettbewerben ausgezeichnet. Es begann 1971 mit dem Gewinn des Plakatwettbewerbs für ein Logo für die Bundeshauptstadt Bonn, das als „Kussmund“ einen hohen Bekanntschaftsgrad erreichte und über viele Jahre zum Markenzeichen der Stadt avancierte. Mit ihrer Agentur IDEEalismus gewann sie mehrere Ausschreibungen für Werbestrategien und Gestaltungen von Produkten und Firmen, darunter für Licher Privatbrauerei, Inter Nationes, Zanders Papierfabrik sowie für den Stahlkalender von Klöckner & Co und den Markennamen Widia der Friedrich Krupp AG und viele andere.
Mit ihrem eigenen Atelier gewann Casse-Schlüter Designwettbewerbe für die Werbegestaltung unter anderem des Deutschen Frauenrats, des Weltpostkongresses 1984, der Kieler Woche 1985, des Folkwang-Festivals 1985 und 1987 und des Welthauswirtschaftskongresses 1992.
Darüber hinaus entwickelte sie Werbeformate und entwarf zahlreiche Signets wie beispielsweise für den Deutschen Hausfrauen-Bund, für die Katholische Frauengemeinschaft Deutschlands, für das Wissenschaftszentrum Bonn, für missio sowie für die Stadt Aachen und den Kreis Aachen.
Im Rahmen von Forschungsaufträgen und studentischen Projekten behandelte sie unter anderem die Themen „L‘esprit d‘Europe – Junge Designer für Europa 1996–2006“, „Next Generation – Online Tagesmagazin für junge Erwachsene 2002“, „Du stehst auf der Leitung“ – Kampagne gegen Scherzanrufe der Telefonseelsorge Deutschland 2003 und die „E-Paper-Einführungskampagne der Aachener Zeitung/Aachener Nachrichten 2004/2005“. Mit bundesweiten Auftritten in den Städten Berlin, Frankfurt, Essen, Bonn, Düsseldorf und Aachen sowie im benachbarten Ausland wie beispielsweise in Luxemburg Stadt, Hasselt, Lüttich, Eupen oder Maastricht stellte sie ihre jeweiligen aktuellen Grafik-Design-Werke vor.
In den letzten Jahren trat sie vor allem mit technikübergreifenden Arbeiten in Erscheinung und entwickelte unter anderem 2013 eine Serie von Design-Porträts bekannter Persönlichkeiten. Dabei fotografierte sie zunächst ein Gesicht vom Bildschirm ab, erstellte davon eine Kohle- oder Graphitzeichnung auf Transparentpapier, die anschließend eins zu eins eingescannt, digital bearbeitet und schließlich wieder auf Transparentpapier ausgedruckt wurde. 2014 schuf sie anlässlich der Feiern zum 800-jährigen Todestag Karls des Großen mit großformatigen Graphit-Zeichnungen eine neunteilige Münzsammlung mit dem Titel „Karl der Große und die Frauen“.